# Ван Говей
Ван Говей (王国维, 2 грудня 1877 — 2 червня 1927) — китайський історик, філолог, письменник, перекладач, викладач, філософ, поет часів падіння династії Цін та перших років Китайської республіки.

## Життєпис
Народився у повіті Хайнін провінції Чжецзян. Здобув класичну освіту. У 1882 році закінчив місцеву приватну школу. У 1893 році склав провінційні іспити. У 1899 році, після провалу на імператорському іспиті, перебирається до Шанхая, де працює коректором у газеті. Згодом вступає до японської школи викладання мов. У 1901 за підтримки впливового сановника Лю Женю переїздить до Токіо, де навчається природничих наук. У 1902 році після повернення до Китаю займається викладацькою діяльністю.
Ван Говей не підтримав сінхайську революцію 1911 року, яка повалила монархію у Китаї. Він вимушений був тікати до Японії, звідки повернувся лише у 1916 році. Переїздить до Пекіна, де підтримує ідеї відновлення династії Цін. Тоді ж починає викладати в університеті Ціньхуа як професор. На цій посаді він перебував до 1927 року, коли до столиці Китаю увійшли республіканці війська Гоміньдані. Розуміння неможливості впровадити свої надії на відновлення монархії призвели до того, що Ван Говей наклав на себе руки — втопився в озері Куньмін біля Літнього палацу колишнього імператора Пуі.

## Філософія
Піддавав критиці орієнтацію філософії на політику і національні проблеми (Янь Фу, Лян Цичао), виступав проти спроб реформаторів (Кан Ювей, Тань Ситун) перетворити конфуціанство на загальнокитайську релігію. Констатував «інструментальність» традиційної китайської культури, відсутність в ній «суто» філософських традицій (метафізики, логіки, гносеології). Підкреслював «практичний ухил» китайської філософії на відміну від «теоретичності» західної філософської думки.
Вважав, що, подібно до того як в епоху Хань китайська культура була оживлена буддійської філософією, у XX ст. вона повинна бути оживлена європейською. Ван Говей — перший в Китаї дослідник і перекладач праць Шопенгауера і Ніцше. Внесок Канта у світову філософію бачив у встановленні критерію істинності, доказі формальної суб'єктивності знання про об'єкт. Шопенгауера розглядав як центральну фігуру європейської філософії, вбачаючи подібність його вчення до буддизму та упанішад.
Після Синьхайской революції Ван Говей відмовився від колишніх захоплень німецькою філософією, застерігав проти згубного впливу західних ідей.

## Наука
Ван Говей зробив значний внесок у розвиток китайської філології. Найзначущими є його праці щодо дешифрування стародавніх гадательних написів). Займався також філологічним дослідженням роману «Сон у червоному теремі» — "Про «Сон у червоному теремі».
Був першим істориком китайського театру. Особливо значущими є його наукові розвідки щодо історії театру за часів династій Сун та Юань.
Праці з філології та історії увійшли до збірки «Гуантан цзілінь».

## Творчість
Ван Говея відомий своєю філософською лірикою. Тут простежуються традиційні теми китайської поезії, які були переосмислені автором у дусі західної філософії.
Водночас теоретичні праці Ван Говея відіграли значну роль осмисленні прози в рамках загальної теорії естетики. Естетичні погляди у нього склалися під впливом німецької філософії. Мистецтво, за Ван Говеєм, — форма реалізації «надмірної» енергії, «дорослий» аналог дитячої гри. Його мета — «роз'яснення ідеї», пізнання. Якщо альтернативою «вульгарному проведення часу» для «середніх людей» є спільна релігія, призначена для морального виховання, то для еліти — мистецтво.
Поетичні та прозові твори увійшли до збірки «Ван Говей веньцзі» (Збірка літературних творінь Ван Говея).